# Eptesicus japonensis
Eptesicus japonensis — вид рукокрилих родини Лиликові (Vespertilionidae). 

## Поширення, поведінка
Ендемік Японії. В основному був записаний з висоти понад 700 м над рівнем моря. Цей вид лаштує сідала в дуплах дерев, але іноді в будівлях. Народжує на початку літа.

## Морфологія

### Морфометрія
Передпліччя довжиною 38-42 мм, довжина голови і тіла 58-68 мм, хвіст 35-43 мм, вуха 13-16.5 мм, вага тіла 8-13 гр. 

### Опис
Хутро довге, шоколадно коричневе. 
| Зубна формула   |
| --------------- |
| I 2 C 1 P 1 M 3 |
| I 3 C 1 P 2 M 3 |